# Феррейра ду Амарал, Жуан Мария
Жуан Мария Феррейра ду Амарал (4 марта 1803, Лиссабон — 22 августа 1849, Макао) — португальский военный и государственный деятель, 79-й губернатор Макао (1846—1849).

## Биография
В 1821 году поступил на службу в военно-морской флот Португалии в звании мичмана, участвовал в составе португальского флота в Бразильской войне за независимость, был в битве при Итапарике серьёзно ранен в правую руку, которая впоследствии была ампутирована, однако всё равно продолжил командовать своими людьми. Несмотря на своё увечье, он остался на флоте и был произведён в лейтенанты.
Прославился и значительно поднялся по служебным лестнице во время Мигелистских войн, руководя успешными операциями либеральных сил на Азорских островах: он был одним из немногих морских офицеров, которым удалось высадиться на острове Терсейра, а также принял участие в обороне Лиссабона в 1833 году. К концу гражданских войн он уже имел звание старшего офицера.
До 1844 года да Амарал был капитаном нескольких кораблей, затем в течение некоторого времени служил в Анголе, где руководил военно-морской базой и приложил много усилий к борьбе с работорговлей, а 21 апреля 1846 года он был назначен очередным губернатором Макао.
За три года правления им был предпринят целый ряд мер по укреплению колониальной власти Португалии в Макао: в частности, все жившие в городе китайцы, согласно его распоряжениям, должны были платить земельную ренту, подушный налог и налог на имущество. Когда в 1849 году он изгнал из Макао всех чиновников империи Цин, уничтожил таможню и перестал платить китайскому императорскому правительству земельную ренту, недовольство его действиями со стороны как китайских властей, так и населения Макао достигли предела. 22 августа 1849 года несколько китайцев остановили его во время верховой прогулки, после чего сбили с лошади и отрубили голову. Убийство да Амарала привело к так называемому Байшалинскому инциденту, который окончательно превратил Макао в португальскую колонию.
Франсишку Жоаким Феррейра ду Амарал — сын Феррейры ду Амарала — был адмиралом португальского флота, губернатором нескольких португальских колоний, занимал пост премьер-министра Португалии в 1908 году. Жуан Мария Феррейра ду Амарал II — внук Феррейры ду Амарала — был армейским офицером и начальником гражданской полиции Лиссабона.